# Riflesso miotatico
Il riflesso miotatico è detto anche riflesso da stiramento. Lo stimolo è rappresentato dal rapido allungamento del muscolo, solo del muscolo, la risposta si manifesta con una contrazione involontaria del muscolo stesso. Si tratta di un riflesso monosinaptico o che fornisce una regolazione automatica all'allungamento dei muscoli scheletrici. Una serie secondaria di neuroni determina anche il rilassamento del muscolo che agisce in senso opposto.
Il riflesso è regolato a livello del midollo spinale, ma è modulabile (inibito o aumentato) dai centri sovrassiali a seconda del contesto e dell'utilità funzionale dello stesso.
Il fenomeno fisiologico fu studiato per la prima volta verso la fine dell'Ottocento da Charles Scott Sherrington.
I recettori che trasformano lo stimolo (estensione del muscolo) in potenziale d'azione sono i cosiddetti Fusi neuromuscolari: lo stiramento provoca una deformazione della faccia nelle fibre intrafusali e delle terminazioni afferenti ad esse associate (appartenenti ai neuroni del gruppo Ia), dalle quali partono gli impulsi che tramite sinapsi attivano il motoneurone alfa che innerva il muscolo stesso e ciò ne provoca la contrazione.
Inoltre, le fibre Ia provenienti dal fuso neuromuscolare vanno a sinaptare, a livello del midollo spinale, con un interneurone inibitorio chiamato 'Ia' che ha lo scopo di inibire il muscolo antagonista a quello da cui proviene lo stimolo dello stiramento. Così sono contemporaneamente contratti gli agonisti sinergici e rilasciati gli antagonisti. Questo avviene secondo il principio dell'attivazione crociata dei muscoli di un'articolazione.
Questo riflesso è facilitato se il muscolo è leggermente allungato: così il fuso muscolare è sollecitato maggiormente; è facilitato inoltre se lo stimolo è inatteso. Il riflesso è invece inibito se il soggetto è concentrato sul riflesso stesso. Per questo il riflesso si può testare (con l'utilizzo di un martelletto ad esempio) sul tendine distale del muscolo quadricipite della coscia, inferiormente alla patella, facendo sì che il soggetto tenga l'arto da testare accavallato sull'altro (si stira leggermente il quadricipite) e che sia distratto dal test.
Il fatto che questo riflesso si evochi stimolando il tendine non deve però creare confusione con il riflesso tendineo (o miotatico inverso), che è un altro riflesso e che si basa invece su recettori tendinei che vanno ad inibire la contrazione muscolare eccessiva.
I riflessi miotatici si possono testare anche sui tendini bicipitale brachiale, tricipitale, achilleo ecc.

## Utilità
Il riflesso miotatico è velocità-dipendente e regola la lunghezza muscolare, salvaguardando l'integrità dello stesso in caso di stiramento brusco: la sua risposta è veloce e stereotipata, ma può essere modulata dai centri superiori qualora il riflesso non risulti funzionale.
Durante una distorsione mediale di caviglia, per esempio, i muscoli peroneali (che passano lateralmente all'articolazione) subiscono un brusco stiramento: come conseguenza si verificherà un'energica contrazione degli stessi muscoli, i quali salvaguarderanno la propria integrità e di conseguenza limiteranno i danni all'articolazione (stiramento o rotture legamentose, della capsula e delle cartilagini).
Recenti studi hanno dimostrato come il riflesso da stiramento sia coinvolto anche nella regolazione della componente nervosa della stifness muscolare -il tono- e intervenga anche per variazioni lente della lunghezza.
Nei muscoli posturali, come ad esempio i tricipiti surali, il riflesso da stiramento aiuta a mantenere l'equilibrio posturale, contrastando le oscillazioni del centro di massa.